# سوگیری احساسی
سوگیری احساسی یا قضاوت و تصمیم‌گیری سریع بر مبنای احساس روشی سریع برای تصمیم‌گیری و حل مشکل است که در آن به جای صرف وقت و اتکا به شواهد و مدارک، به سرعت بر مبنای احساساتی مانند علاقه، تنفر، ترس و … تصمیم‌گیری می‌شود. این روش نوعی میانبر ذهنی (mental shortcut) است که به اشخاص اجازه می‌دهد به سرعت تصمیم‌گیری کنند. سوگیری احساسی نوعی «خطای جایگزینی» است که در آن اشخاص در هنگام قضاوت یا تصمیم‌گیری، به جای پاسخ به پرسش «در این مورد چه فکر می‌کنید؟» به پرسش راحت‌تر «در این مورد چه حسی دارید؟» پاسخ می‌دهند. سوگیری احساسی با ساختن جهانی ساده‌تر از آنچه در واقعیت است. زندگی و تصمیم‌گیری را برای ما آسان‌تر می‌کند.
تصور کنید که قصد تعمیر خودروی خود را دارید و به‌طور اتفاقی آن را به تعمیرگاهی ناآشنا در مسیر می‌برید. چنانچه مکانیک در چند جمله شخصی گرم و با محبت به نظر برسد ناخواسته از روی احساس مثبت به درستکاری و صداقت او اطمینان می‌کنید. چنین تصمیاتی می‌توانند نتایجی کاملاً اشتباه داشته باشند.
به عبارتی دیگر «سوگیری احساسی» یعنی اتکا به احساس در لحظه برای تصمیم‌گیری سریع.
دانیل کانمن برنده جایزه نوبل اقتصاد و یکی از چهره‌های برجسته در زمینه شناخت و گسترش خطاهای ادراکی در مقدمه کتاب تفکر، سریع و آهسته این‌طور بیان می‌کند:
سال‌ها پیش به ملاقات مدیر سرمایه‌گذاری یک شرکت بزرگ مالی رفتم، او به من گفت که او به تازگی چند ده میلیون دلار از سهام شرکت فورد را خریده‌است. وقتی از او پرسیدم که چرا چنین کاری کرده‌است در پاسخ گفت که اخیراً در یک نمایشگاه اتومبیل شرکت کرده و تحت تأثیر ماشینهای فورد قرار گرفته‌است. و در ادامه گفت: "واقعا بلدند ماشین بسازند!" او خیلی واضح گفت که به احساس درونی خود اعتماد دارد و از خودش و تصمیمش راضی است. او ظاهراً به یک سؤال ساده و مهم که یک اقتصاددان قبل از خرید سهام باید از خودش بپرسد اهمیتی نداده‌است: آیا سهام فورد در حال حاضر کمتر از قیمت واقعی آن است؟ در عوض، او به احساس خود گوش داده بود. او ماشین‌های فورد را دوست داشت، شرکت فورد را دوست داشت و ایده مالکیت سهام آن را نیز دوست داشت.